# Quinto Cecílio Honorato
Quinto Célio Honorato (em latim: Quintus Caecilius Honoratus) foi um senador nomeado cônsul sufecto para o período de julho a agosto de 105 no lugar de Cneu Afrânio Dexter, assassinado em 24 de junho, tendo como colega Caio Júlio Quadrado Basso.